# Jacmel

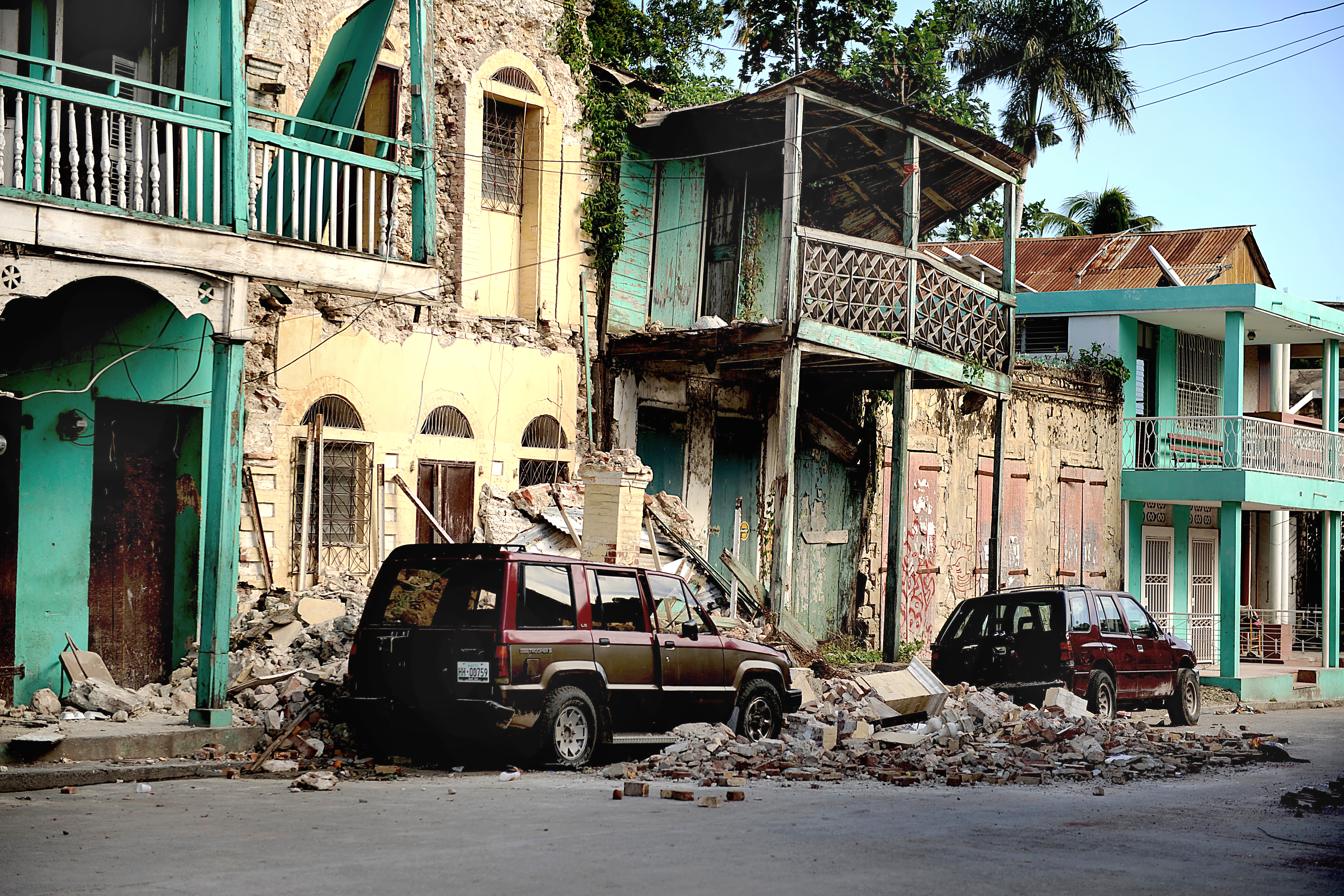
Edifici lesionati a Jacmel dopo il terremoto di Haiti del 2010.

Jacmel, in creolo haitiano Jakmèl, è un comune di Haiti, capoluogo dell'arrondissement omonimo nel dipartimento del Sud-Est.

## Amministrazione

### Gemellaggi
- Palm Beach
- Strasburgo